# Dubbla kärleksbudet
Dubbla kärleksbudet är inom kristendomen Jesus sammanfattning av Tio Guds bud. Det återges i Lukasevangeliet, Luk 10:27:
Du skall älska Herren, din Gud, av hela ditt hjärta och med hela din själ och med hela din kraft och med hela ditt förstånd, och din nästa som dig själv.
I Matteusevangeliet och Markusevangeliet, verserna Matt 22:34-40 respektive Mark 12:28-34, ger Jesus det som svar på vilket som är det viktigaste budet.
Det dubbla kärleksbudet är sammansatt av två citat från den judiska lagen, hämtade från Femte Moseboken, 5 Mos 6:5, och Tredje Moseboken, 3 Mos 19:18. Den första delen anges där som så viktig att den bland annat skall upprepas vid dagens alla skeden samt skrivas på dörrposter och stadsportar. Inom judendomen placeras därför en Mezuza, en behållare som innehåller en pergamentrulle med texten, på dörrposter.
Det dubbla kärleksbudet är den kristna versionen av den gyllene regeln och brukar ses som sammanfattning av dess etik och olika enskilda budord, samt som ett stöd till det nya förbundet i Nya Testamentet, som avlöste det gamla (lagen). Enligt kristen tro skärpte Jesus buden till ett enda.